# Colonização de Titã

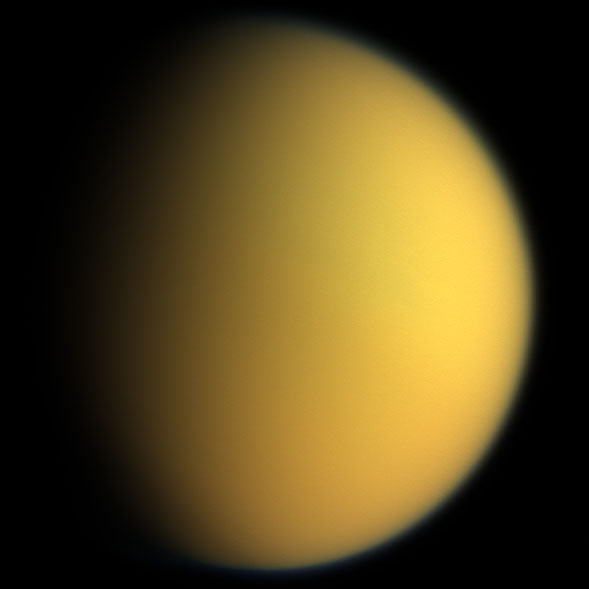
Titã em sua cor natural.

Titã, a maior lua de Saturno, é um dos vários candidatos a uma possível colonização futura do Sistema Solar.

## Superfície e composição atmosférica

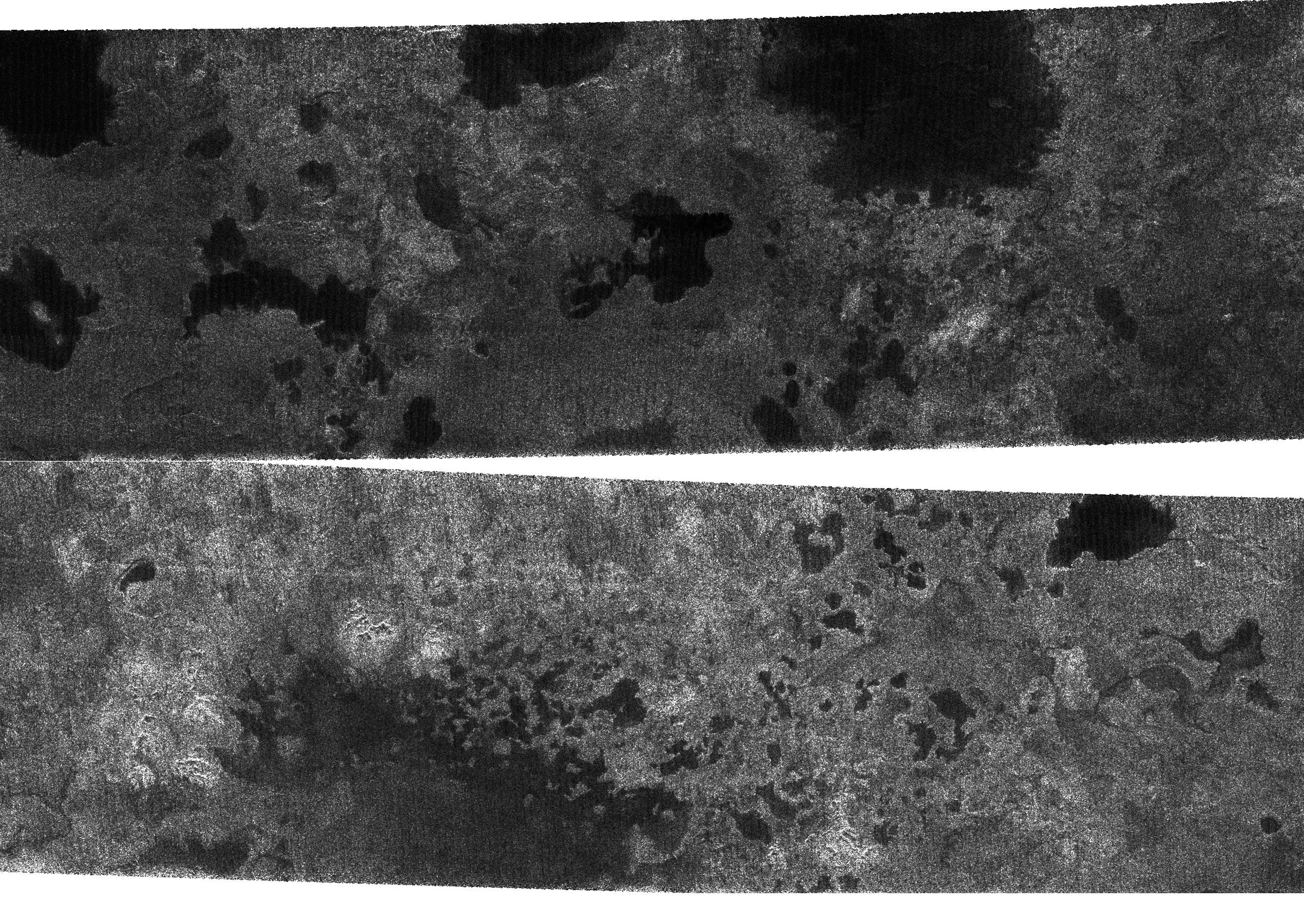
Lagos de Titã

De acordo com dados do radar Cassini (2008), Titã tem centenas de vezes mais hidrocarbonetos líquidos que todas as reservas de petróleo e gás natural conhecidas na Terra. Vastas chuvas de hidrocarboneto caem em depósitos que formam lagos e dunas. "Titã é coberto  de material de carbono e uma gigantesca fábrica de produtos químicos orgânicos", disse Ralph Lorenz, que lidera o estudo de Titã com base em dados  do radar Cassini. "Este vasto depósitos de carbono é uma importante marca para a geologia e clima histórico de Titã." Vários lagos e mares foram observados, e foi estimado que contém mais líquidos hidrocarbonetos que as reservas de petróleo e gás da Terra. As dunas escuras que correm ao longo do equador contêm um volume de materiais orgânicos centenas de vezes maior do que as reservas de carvão da Terra.

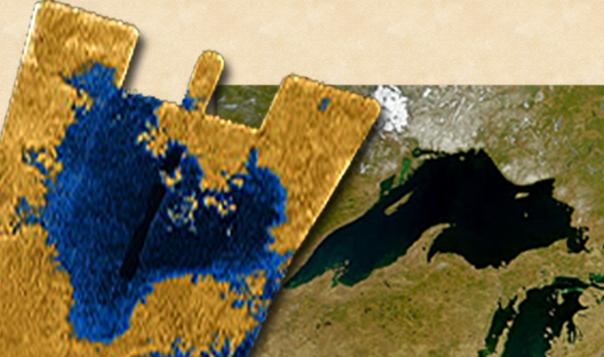
"Mar" de Titã (à esquerda) comparado em escala ao Lago Superior (à direita).

As imagens do radar (Cassini) obtidas em 21 de julho de 2006 parecem mostrar lagos de hidrocarboneto líquido (tais como metano e etano) em latitudes ao norte de Titã. Esta é a primeira descoberta de lagos existentes atualmente fora da Terra. Os lagos variam em tamanho de cerca de um quilômetro (1 km) de largura e cem quilômetros (100 km) de diâmetro.
Em 13 de março de 2007,a Jet Propulsion Laboratory anunciou que encontrou fortes indícios de mares de metano e etano no hemisfério norte de Titã. Pelo menos um deles é maior do que qualquer um dos Grandes Lagos da América do Norte.

## Adequabilidade
O engenheiro aeroespacial e escritor americano Robert Zubrin identificou Saturno como o mais importante e valioso dos quatro gigantes gasosos do Sistema Solar, por causa de sua proximidade relativa, baixa radiação, e excelente sistema de luas. Ele também chamou Titã como a lua mais importante para estabelecer uma base para desenvolver os recursos do sistema de Saturno.

## Habitabilidade
Dr. Robert Zubrin apontou que Titã possui uma abundância de todos os elementos necessários para sustentar a vida, dizendo: "Em certos aspectos, Titã é o satélite mais adequado dentro do nosso Sistema Solar para a colonização humana."  A atmosfera contém em abundância nitrogênio e metano, e uma forte evidência indica que o metano líquido existe na superfície de Titã. É também evidente a presença de água e amoníaco líquido sob a superfície, os quais são entregues à superfície através da atividade vulcânica. A água pode ser facilmente usada para gerar oxigênio respirável, e o nitrogênio é ideal para adicionar um bloqueio na pressão do gás para um ar respirável.(forma cerca de 78% da atmosfera da Terra). Nitrogênio, metano e amônia podem ser usados para produzir adubo para o cultivo de alimentos.

## Gravidade
O peso  da superfície de Titã tem 0,138 g, um pouco menos do que a da Lua. Minimizar os efeitos a longo prazo de baixa gravidade na saúde humana seria portanto uma questão importante para a ocupação à longo prazo de Titã, mais do que em Marte. Estes efeitos são ainda um campo ativo de estudo. Eles podem incluir sintomas tais como perda de densidade óssea, perda de densidade muscular, e enfraquecimento o sistema imunológico. Os astronautas em órbita da Terra mantiveram-se em ambiente de microgravidade por até um ano ou mais. Contramedidas eficazes para os efeitos negativos da baixa gravidade estão bem estabelecidos, em particular uma grande carga  de exercício físico diário ou roupas pesadas. A variação dos efeitos negativos de baixa gravidade com níveis de diferentes de densidades não são conhecidos, uma vez que toda a investigação nesta área é limitada a seres humanos em gravidade zero. O mesmo vale para os efeitos potenciais de baixa gravidade sobre o desenvolvimento pediátrico. Foi levantada a hipótese de que crianças nascidas e criadas em baixa gravidade, como em Titã, não iriam se adptar a viver em lugares em que a gravidade fosse maior, como é o caso da Terra.

## Espaço aéreo
A elevada densidade atmosférica à superfície gravidade também reduz significativamente a envergadura necessária para uma aeronave para manter-se no ar, tanto assim que um ser humano poderia facilmente voar através de aviões na atmosfera de Titã, enquanto vestindo um traje espacial que poderia ser fabricado com a tecnologia atual. Outro meio teoricamente possível para voar em Titã, seria a utilização de um balão de ar quente  como veículo cheio preenchido com ar com a temperatura semelhante ao da terra(porque o oxigénio é apenas ligeiramente mais densos do que o azoto, a atmosfera no habitat de Titã seria de cerca de um terço tão denso como o ambiente circundante), embora nesse veículo seria necessário uma capa capaz de aguentar o frio extremo, não sendo muito pesada. Devido às temperaturas extremamente baixas de Titã, o aquecimento em qualquer veículo de voo torna-se fundamental.